# Karsakpay
 (décembre 2019).
Karsakpay est une ville de l’oblys d'Ulytau, au Kazakhstan.

## Démographie
En 1999, sa population était de 2 402 habitants. En 2009, elle était de 1 668 habitants, soit une baisse d'environ 30 % en 10 ans.